# Mogilno (gemeente)
De gemeente Mogilno is een stad- en landgemeente in het Poolse woiwodschap Koejavië-Pommeren, in powiat Mogileński.
De zetel van de gemeente is in Mogilno.
Op 30 juni 2004 telde de gemeente 24 944 inwoners.

## Oppervlakte gegevens
In 2002 bedroeg de totale oppervlakte van gemeente Mogilno 256,11 km², waarvan:
- agrarisch gebied: 81%
- bossen: 5%

De gemeente beslaat 37,89% van de totale oppervlakte van de powiat.

## Demografie
Stand op 30 juni 2004:
| Omschrijving                   | Totaal | Totaal | Vrouwen | Vrouwen | Mannen | Mannen |
| ------------------------------ | ------ | ------ | ------- | ------- | ------ | ------ |
| eenheid                        | aantal | %      | aantal  | %       | aantal | %      |
| inwoners                       | 24 944 | 100    | 12 741  | 51,1    | 12 203 | 48,9   |
| bevolkingsdichtheid (inw./km²) | 97,4   | 97,4   | 49,7    | 49,7    | 47,6   | 47,6   |

In 2002 bedroeg het gemiddelde inkomen per inwoner 1482,88 zł.

## Aangrenzende gemeenten
Dąbrowa, Gąsawa, Janikowo, Orchowo, Rogowo, Strzelno, Trzemeszno